# Vehicle de llançament d'un sol ús

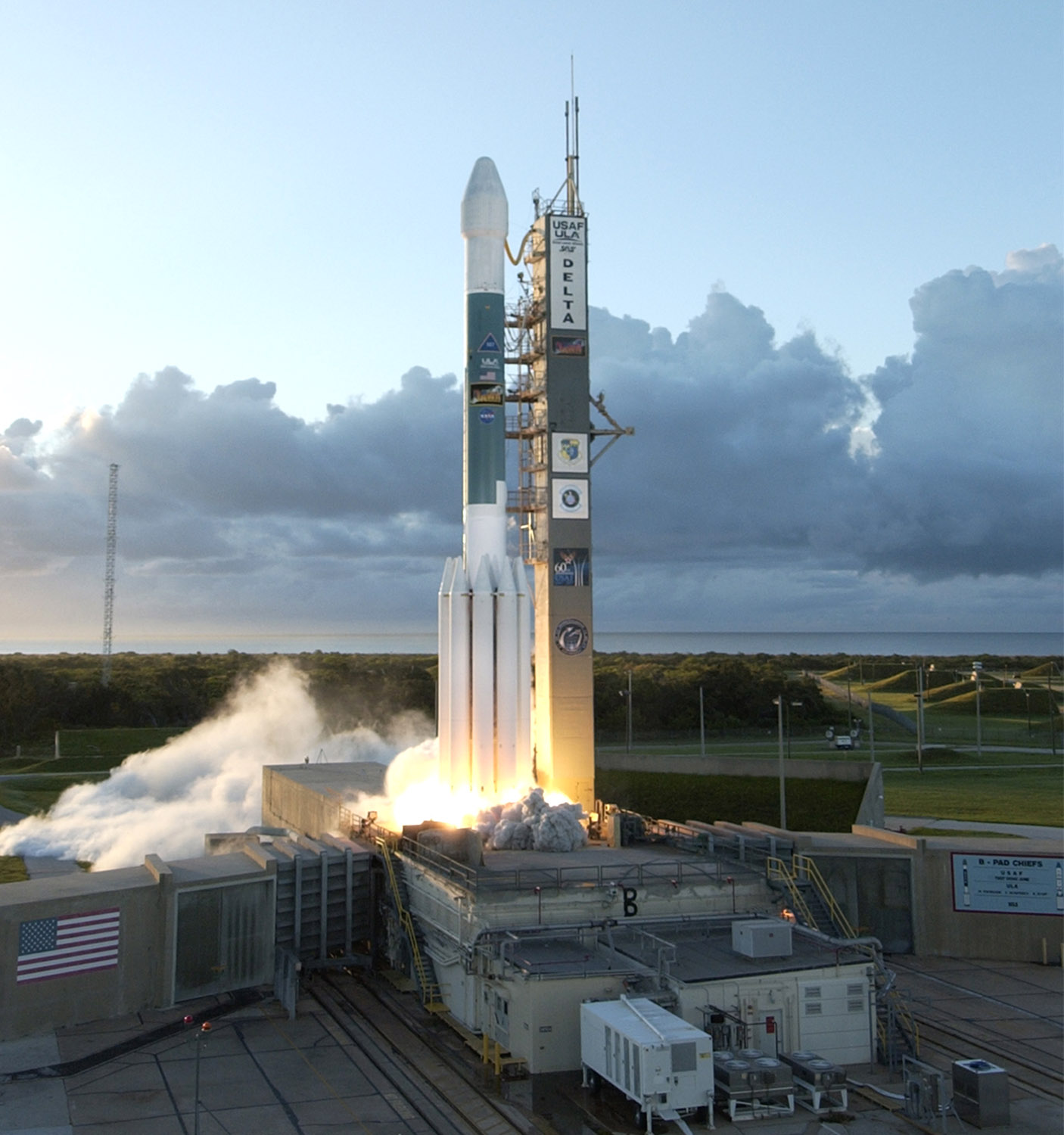
Un Delta II ELV llançant la nau Dawn des de CCAFS LC-17

Un  sistema de llançament d'un sol ús  és un sistema de llançament que usa un  vehicle de llançament d'un sol ús  (ELV) per transportar una càrrega útil a l'espai. Els vehicles utilitzats en els sistemes de llançament d'un sol ús estan dissenyats per ser usats només una vegada (p. ex. són "rebutjats" durant o al final d'un únic vol), i els seus components no són recuperats després del llançament. Normalment, els vehicles consisteixen en diverses etapes de coet, descartades d'una a una quan el vehicle va guanyant altitud i velocitat.